# Elaeognatha cacaonis
Elaeognatha cacaonis är en fjärilsart som beskrevs av Druce 1910. Elaeognatha cacaonis ingår i släktet Elaeognatha och familjen trågspinnare. Inga underarter finns listade i Catalogue of Life.